# Condado de Kjósarsýsla
Kjósarsýsla es uno de los veintitrés condados en los que se encuentra dividida la Islandia.
El condado tiene una población de 66.504 habitantes. Las ciudades más importantes son Kleppur y Gufnas.

## Geografía
Su localización es latitud: 64.25, y longitud: -21.5. Posee costas sobre el océano Atlántico. Su territorio abarca una superficie de seiscientos sesenta y cuatro kilómetros cuadrados, lo que hace que Kjósarsýsla sea el condado con menor extensión de territorio de toda Islandia. Su zona horaria es la Atlantic/Reykjavik, utilizada en todo el país europeo anteriormente mencionado.

## Ciudades y localidades
| Ciudad      | Elevación | Población |
| ----------- | --------- | --------- |
| Alafoss     | 124 pies  | 2.804     |
| Brautarholt | 0 pies    | 1.154     |
| Gufnas      | 75 pies   | 32.740    |
| Kleppur     | 3 pies    | 26.836    |
| Lagafell    | 170 pies  | 2.804     |
| Reynivellir | 124 pies  | 31        |
| Saurbaer    | 495 pies  | 135       |

## Demografía
Posee una población compuesta por 66.504 personas. Su territorio ocupa una superficie de 664 kilómetros cuadrados. La densidad de Kjósarsýsla es de 100.15 habitantes por km².